# Marie Lekešová
Marie Lekešová (rozená Hájková; 19. května 1935 Hluk) je moravská gastronomka, folkloristka a autorka kuchařek.

## Život
Narodila se do rodiny Jana Hájka (1907– ?) a Anny Hájkové rozené Šimčíkové (1912– ?) jako jedno ze tří dětí. S její výchovou pomáhala babička Marie Hájková, která svou vnučku učila vařit. Během druhé světové války, když jí bylo deset let, prožila trauma, když chtěli nacisté vyhodit do povětří most v blízkosti jejich domu. Exploze byla natolik silná, že byl zničen most i dům rodiny Hájkových. Na jeho památku se rozhodla vystavět Boží muka na místě, kde dům stával.
V mládí pracovala několik let jako kuchařka v jídelně v závodu Autopal. Od roku 1977 vařila ve školní jídelně v Brně na Náměstí svornosti, která denně připravovala jídla pro tři školy. Zúčastnila se také soutěže školních jídelen města Brna o nejlepší kvalitu vařených jídel a získala pro svoji školní kuchyni první místo. Na důchod se vrátila do rodného Hluku. Následujících oms let ještě osm let v závodní kuchyni Státního statku Nový Dvůr – Kunovice.
Zajímala se o slováckou kuchyni a bylo jí líto, že původní jídla se již málo vaří, a tak začala pracovat na kuchařské knize.
V roce 2011 vydala kuchařku Jak se dříve žilo a co se jedlo v Hluku, aneb, Opomíjená jídla a zvyky. Několikrát se také zúčastnila gastronomického pořadu Špetka Slovácka, kde vařila různé pokrmy.

## Dílo
- Jak se dříve žilo a co se jedlo v Hluku aneb Opomíjená jídla a zvyky (2011)[7]